# Lucien Fils Ibara
Lucien Fils Ibara (7 settembre 1974) è un ex calciatore congolese (Repubblica del Congo), di ruolo difensore.

## Carriera

### Club
Nel 1994 viene ingaggiato dal VfB Wissen, con cui disputò il campionato di Fußball-Regionalliga 1994-1995, corrispondente al terzo livello della piramide calcistica tedesca, chiuso al diciottesimo e ultimo posto del girone West/Südwest.

### Nazionale
Ha debuttato in nazionale il 24 ottobre 1992, in Sudafrica-Repubblica del Congo (1-0). Ha partecipato, con la nazionale, alla Coppa d'Africa 2000. Ha collezionato in totale, con la maglia della nazionale, 22 presenze.

## Statistiche

### Cronologia presenze e reti in Nazionale
| Cronologia completa delle presenze e delle reti in nazionale ― Rep. del Congo | Cronologia completa delle presenze e delle reti in nazionale ― Rep. del Congo | Cronologia completa delle presenze e delle reti in nazionale ― Rep. del Congo | Cronologia completa delle presenze e delle reti in nazionale ― Rep. del Congo | Cronologia completa delle presenze e delle reti in nazionale ― Rep. del Congo | Cronologia completa delle presenze e delle reti in nazionale ― Rep. del Congo | Cronologia completa delle presenze e delle reti in nazionale ― Rep. del Congo | Cronologia completa delle presenze e delle reti in nazionale ― Rep. del Congo |
| Data                                                                          | Città                                                                         | In casa                                                                       | Risultato                                                                     | Ospiti                                                                        | Competizione                                                                  | Reti                                                                          | Note                                                                          |
| ----------------------------------------------------------------------------- | ----------------------------------------------------------------------------- | ----------------------------------------------------------------------------- | ----------------------------------------------------------------------------- | ----------------------------------------------------------------------------- | ----------------------------------------------------------------------------- | ----------------------------------------------------------------------------- | ----------------------------------------------------------------------------- |
| 24-10-1992                                                                    | Johannesburg                                                                  | Sudafrica                                                                     | 1 – 0                                                                         | Rep. del Congo                                                                | Qual. Mondiali 1994                                                           | -                                                                             | 34’                                                                           |
| 16-10-1994                                                                    | Freetown                                                                      | Sierra Leone                                                                  | 3 – 2                                                                         | Rep. del Congo                                                                | Qual. Coppa d'Africa 1996                                                     | -                                                                             |                                                                               |
| 08-01-1995                                                                    | Brazzaville                                                                   | Rep. del Congo                                                                | 3 – 1                                                                         | Niger                                                                         | Qual. Coppa d'Africa 1996                                                     | -                                                                             |                                                                               |
| 22-01-1995                                                                    | Accra                                                                         | Ghana                                                                         | 3 – 1                                                                         | Rep. del Congo                                                                | Qual. Coppa d'Africa 1996                                                     | -                                                                             |                                                                               |
| 02-06-1996                                                                    | Brazzaville                                                                   | Rep. del Congo                                                                | 2 – 0                                                                         | Costa d'Avorio                                                                | Qual. Mondiali 1998                                                           | -                                                                             |                                                                               |
| 16-06-1996                                                                    | Abidjan                                                                       | Costa d'Avorio                                                                | 1 – 1                                                                         | Rep. del Congo                                                                | Qual. Mondiali 1998                                                           | -                                                                             |                                                                               |
| 11-08-1996                                                                    | Pointe-Noire                                                                  | Rep. del Congo                                                                | 0 – 0                                                                         | Togo                                                                          | Qual. Coppa d'Africa 1998                                                     | -                                                                             |                                                                               |
| 25-08-1996                                                                    | Lomé                                                                          | Togo                                                                          | 1 – 0                                                                         | Rep. del Congo                                                                | Qual. Coppa d'Africa 1998                                                     | -                                                                             |                                                                               |
| 12-01-1997                                                                    | Kinshasa                                                                      | RD del Congo                                                                  | 1 – 1                                                                         | Rep. del Congo                                                                | Qual. Mondiali 1998                                                           | -                                                                             | 50’                                                                           |
| 06-04-1997                                                                    | Pointe-Noire                                                                  | Rep. del Congo                                                                | 2 – 0                                                                         | Sudafrica                                                                     | Qual. Mondiali 1998                                                           | -                                                                             |                                                                               |
| 27-04-1997                                                                    | Lusaka                                                                        | Zambia                                                                        | 3 – 0                                                                         | Rep. del Congo                                                                | Qual. Mondiali 1998                                                           | -                                                                             |                                                                               |
| 16-08-1997                                                                    | Johannesburg                                                                  | Sudafrica                                                                     | 1 – 0                                                                         | Rep. del Congo                                                                | Qual. Mondiali 1998                                                           | -                                                                             |                                                                               |
| 24-01-1999                                                                    | Pointe-Noire                                                                  | Rep. del Congo                                                                | 0 – 0                                                                         | Mali                                                                          | Qual. Coppa d'Africa 2000                                                     | -                                                                             |                                                                               |
| 28-02-1999                                                                    | Pointe-Noire                                                                  | Rep. del Congo                                                                | 1 – 0                                                                         | Costa d'Avorio                                                                | Qual. Coppa d'Africa 2000                                                     | -                                                                             |                                                                               |
| 11-04-1999                                                                    | Abidjan                                                                       | Costa d'Avorio                                                                | 2 – 0                                                                         | Rep. del Congo                                                                | Qual. Coppa d'Africa 2000                                                     | -                                                                             |                                                                               |
| 06-06-1999                                                                    | Bamako                                                                        | Mali                                                                          | 3 – 1                                                                         | Rep. del Congo                                                                | Qual. Coppa d'Africa 2000                                                     | -                                                                             |                                                                               |
| 20-06-1999                                                                    | Pointe-Noire                                                                  | Rep. del Congo                                                                | 3 – 0                                                                         | Namibia                                                                       | Qual. Coppa d'Africa 2000                                                     | -                                                                             |                                                                               |
| 10-11-1999                                                                    | Libreville                                                                    | Rep. del Congo                                                                | 2 – 1                                                                         | Guinea Equatoriale                                                            | Amichevole                                                                    | -                                                                             | 69’                                                                           |
| 11-11-1999                                                                    | Libreville                                                                    | Rep. del Congo                                                                | 0 – 2                                                                         | Ciad                                                                          | Amichevole                                                                    | -                                                                             | 89’                                                                           |
| 13-11-1999                                                                    | Libreville                                                                    | Gabon                                                                         | 0 – 0                                                                         | Rep. del Congo                                                                | Amichevole                                                                    | -                                                                             |                                                                               |
| 14-11-1999                                                                    | Libreville                                                                    | Rep. Centrafricana                                                            | 4 – 2                                                                         | Rep. del Congo                                                                | Amichevole                                                                    | -                                                                             | 20’ 25’ 66’                                                                   |
| 28-11-1999                                                                    | Libreville                                                                    | Rep. del Congo                                                                | 3 – 0                                                                         | Togo                                                                          | Amichevole                                                                    | -                                                                             |                                                                               |
| Totale                                                                        |                                                                               | Presenze                                                                      | 22                                                                            |                                                                               | Reti                                                                          | 0                                                                             |                                                                               |